# Straight-ahead jazz
Sous-genres
Néo-bop
Le straight-ahead jazz est un genre musical dérivé du jazz ayant émergé dans les années 1960, dont les racines sont retracées dans les deux décennies précédentes. Il omet les influences du rock et du free jazz qui ont commencé à apparaître dans le jazz au cours de cette période, préférant les instruments acoustiques, la composition conventionnelle au piano, les motifs de walking bass et les rythmes de batterie basés sur le swing et le bop

## Histoire
Souvent qualifiés de « musique classique américaine », les sous-genres du jazz dominant ont été moins « soumis aux caprices de la mode », selon Scott DeVeaux, que d'autres genres, le jazz atteignant sa forme moderne à travers « un long processus de maturation ». Au cours des années 1960, cependant, deux sous-genres opposés ont émergé, le jazz avant-gardiste et le fusion, les néoclassiques émergeant dans les années 1980 pour s'opposer à ces deux factions. Le free jazz remet largement en question la compréhension traditionnelle de l'harmonie du jazz et joue « en dehors » des structures d'accords, et le jazz, qui est déjà devenu organique à la suite du développement du bebop, et devient de plus en plus chaotique à mesure que les anciennes structures du bebop évoluent vers l'improvisation libre et, selon certains critiques, « l'anarchie fonctionnelle ». 
Les puristes de l'époque ne considéraient pas le nouveau sous-genre jazz fusion comme du jazz en raison de ses fortes influences de musique pop. C'est pourquoi le terme de jazz « straight-ahead » est formulé par les critiques et les universitaires pour décrire la musique qui n'utilisait pas les innovations de la fusion, telles que les rythmes rock et les instruments électriques. Par exemple, Tanner, Gerow et Megill font remonter l'esthétique straight-ahead à l'époque du hard bop, après laquelle certains musiciens continueraient à être guidés par la tradition du jazz lorsqu'ils sont confrontés à des innovations qui repoussent les limites.